# HHC Hardenberg
Hardenberg Heemse Combinatie Hardenberg – in der Umgangssprache HHC – ist ein niederländischer Amateurfußballverein aus Hardenberg, nahe der deutschen Grenze in der Provinz Overijssel. Die erste Mannschaft spielt seit 2005 unabgebrochen in der höchsten Amateurliga, seit 2016 ist das die Tweede Divisie. Die Farben sind orange und schwarz.

## Erfolge
- Meister Hoofdklasse C Samstag: 2006/07, 2007/08
- Gewinner Distriktspokal Ost: 2012, 2016